# 車臣共和國國旗
車臣共和國國旗長寬比例為2:3。國旗自上而下為綠、白、紅三色條紋。其中綠色代表伊斯蘭教。旗桿一側為白色，并飾有車臣當地的裝飾圖案。旗帜样式类似白俄罗斯国旗。2004年啟用。
主張車臣獨立的人士并不使用這面旗幟。

## 伊奇克里亚车臣共和国使用的政府旗帜
- 方案之一
- 方案之二
- 方案之三